# Ugo di Romans
Ugo di Romans o di Die (Romans-sur-Isère, 1020 circa – Susa, 7 ottobre 1106) è stato un vescovo cattolico e monaco cristiano francese.

## Biografia
Priore del monastero cistercense di Saint-Marcel a Chalon-sur-Saône, il 19 ottobre 1073 venne eletto vescovo di Die e il 9 marzo 1074 ricevette la consacrazione episcopale a Roma dalle mani di papa Gregorio VII: venne trasferito alla sede metropolitana di Lione nel 1083.
Sostenitore della riforma gregoriana, fu legato pontificio di Gregorio VII, che lo indicò tra i suoi possibili successori. Il successore di Gregorio fu invece Desiderio da Montecassino. Ugo non accettò l'elezione dell'abate italiano, che divenne papa col nome di Vittore III. Avendo avversato la sua elezione ed essendo vicino all'imperatore Enrico IV, il 29 agosto 1087 subì la scomunica. Il pontificato di Vittore III fu breve: appena 1 anno e 115 giorni. 
Il successore di Vittore III, papa Urbano II (1088-1099), revocò il provvedimento e lo reintegrò nelle sue cariche. Ugo presiedette un sinodo ad Autun che emanò provvedimenti contro il nicolaismo e la simonia. Nel 1094 Ugo scomunicò il re di Francia Filippo I per aver contratto irregolarmente matrimonio con Bertrada di Montfort (+1117), una decisione questa confermata in occasione del concilio di Clermont del 1095.
L'autoritaria attività del legato pontificio fu mal accettata dal clero francese, preoccupato di conservare la propria autonomia. Papa Pasquale II (1099-1118) non gli confermò l'incarico di legato. Infaticabile viaggiatore, dal 4 aprile al 21 giugno 1095, compì un pellegrinaggio a Santiago di Compostela, dove celebrò la messa del giorno di Pentecoste, per rientrare in sede tre giorni prima della festa di san Giovanni e dal 1101 al 1103 fu in Terra santa, dopo aver già nel 1101 predicato una crociata nella sua regione.
Morì il 6 ottobre 1106 a Susa, mentre si recava al concilio di Guastalla; fu sepolto nella Cattedrale di san Giusto.

## Genealogia episcopale e successione apostolica
La genealogia episcopale è:
- Papa Gregorio VII
- Arcivescovo Ugo di Romans

La successione apostolica è:
- Arcivescovo Gébuin di Lione (1077)
- Vescovo Arnolfo di Soissons (1082)
- Vescovo Bérard de Châtillon (1097)